# 플로피 큐브

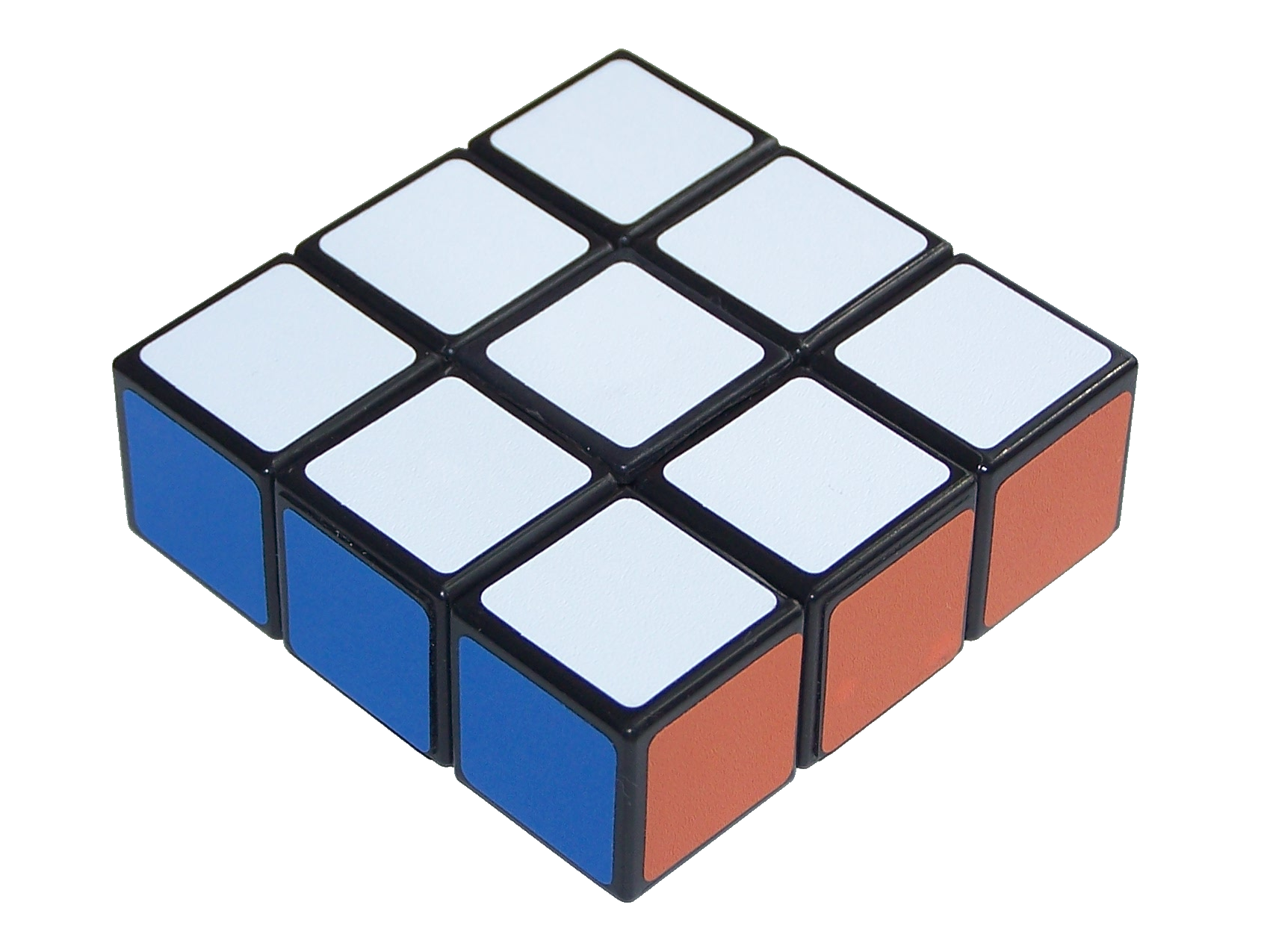
완성된 플로피 큐브.

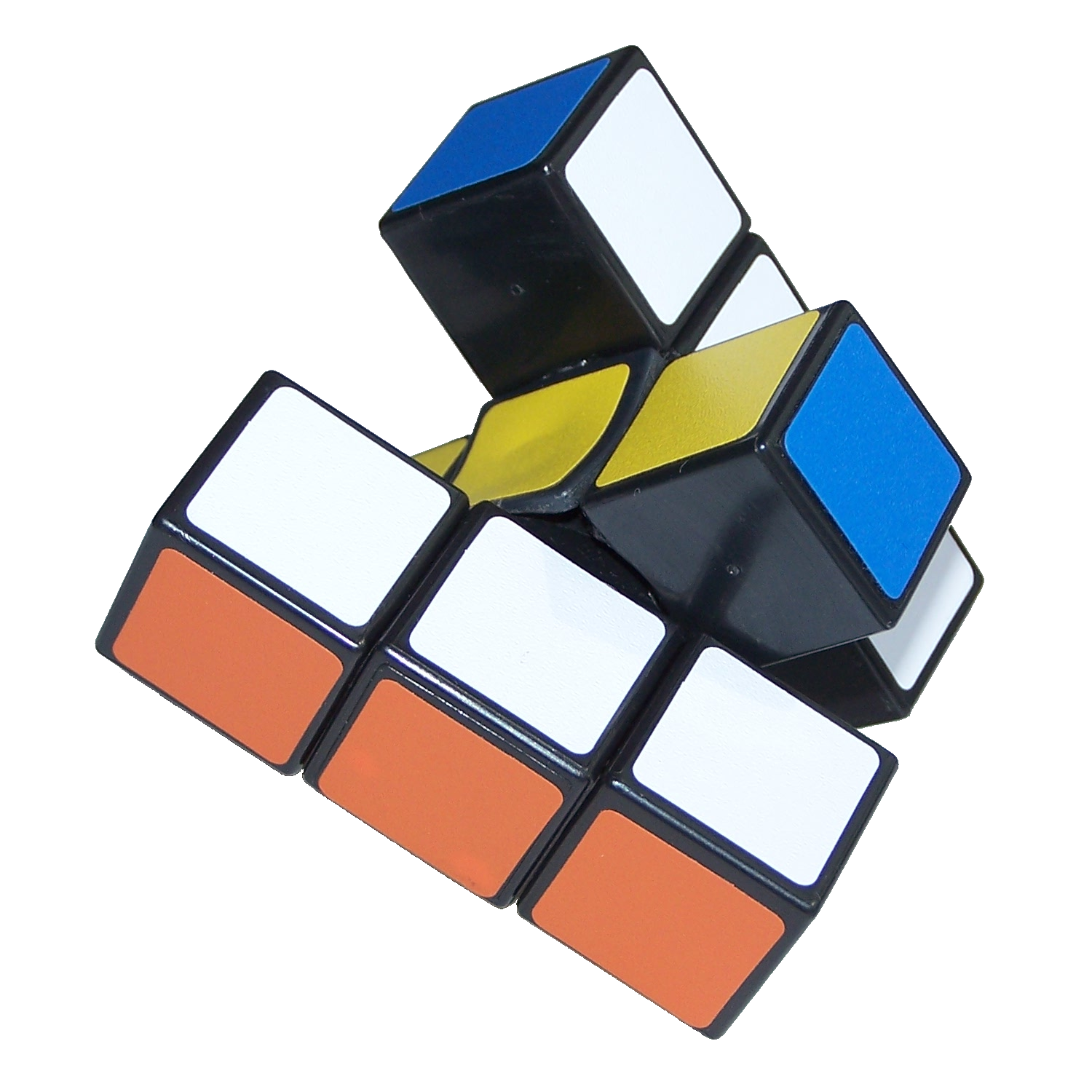
오리지날 플로피 큐브는 회전하는 동안 중앙 조각이 바깥쪽으로 "구부러져" 귀퉁이 조각이 떨어지는 것을 막는 메커니즘을 가지고 있다.

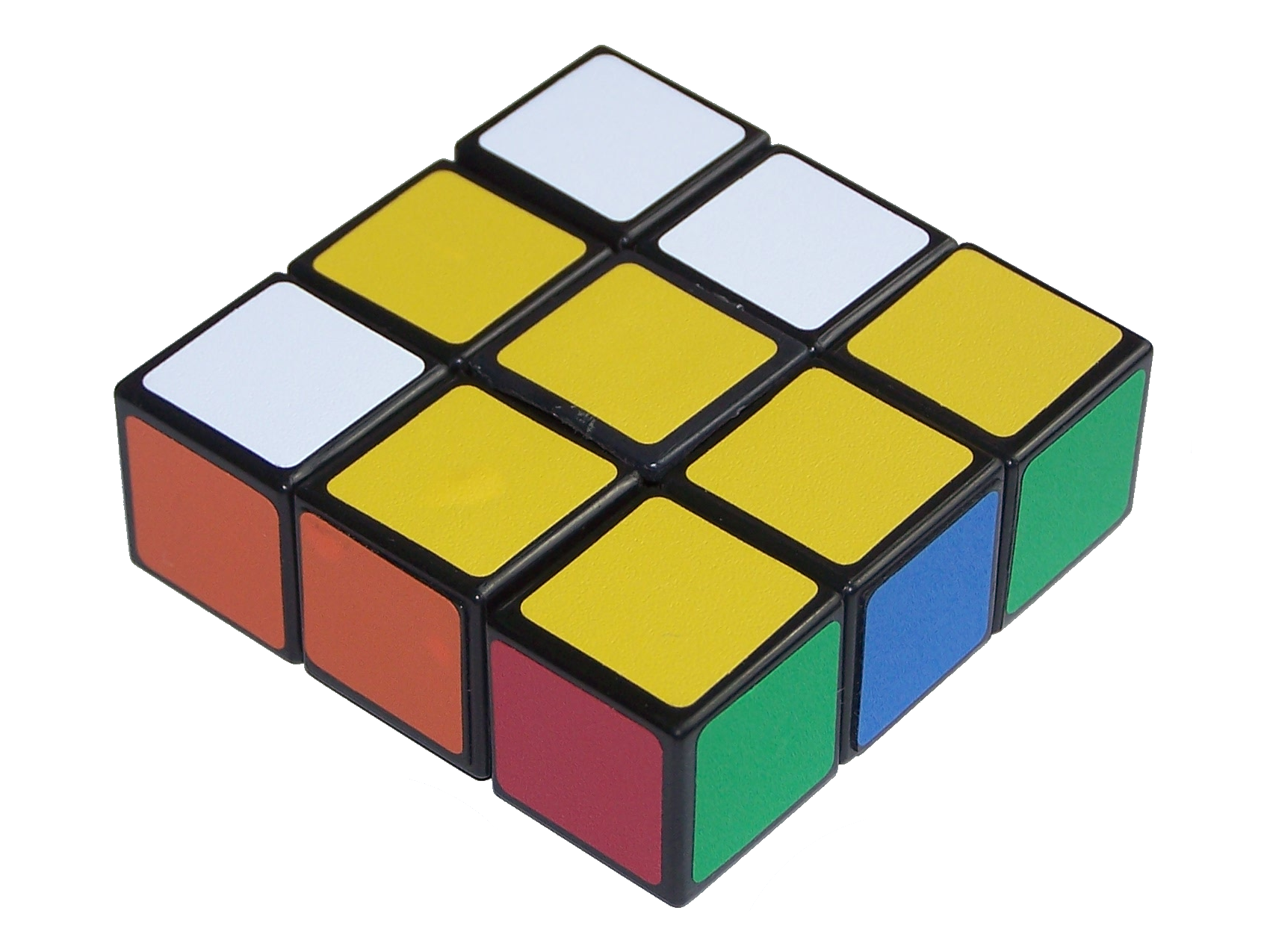
섞인 플로피 큐브.

플로피 큐브은 루빅스 큐브 모양의 직육면체형 트위스티 퍼즐이다. 오카모토 가쓰히코가 만들었으며 겐토샤 토이즈에서 생산되고 있다.

## 개요
플로피 큐브는 본질적으로 1x3x3 구성의 루빅스 큐브이다. 동일한 크기의 정육면체 조각이 1x3x3 직육면체로 배열되어 있다는 의미다.
퍼즐은 귀퉁이 조각 4개, 모서리 조각 4개와 중앙 조각 1개로 이루어져 있다. 귀퉁이 조각은 각각 네 가지 색을 가지고 있고, 모서리 조각은 각각 세 가지 색을 가지고 있고, 중앙 조각은 두 가지 색을 (반대쪽 면에) 가지고 있다. 퍼즐은 모서리 조각을 따라 돌리는 것으로 생각할 수 있다 - 각 회전은 한 모서리 조각을 제자리에서 180° 회전시키고, 두 인접한 귀퉁이 조각의 위치를 (회전된 상태로) 바꾼다.
퍼즐의 목표는 색을 섞고, 면마다 한 색만을 가지는 원래 상태로 복구하는 것이다.

## 조합의 수
모서리 조각은 4개가 있고, 각각은 다른 모서리 조각과 무관하게 두 가지 다른 방향으로 회전시킬 수 있다. 따라서, 모서리 조각은 24 가지 방법으로 돌릴 수 있다. 위치는 바꿀 수 없다. 귀퉁이 조각도 4개가 있고, 4! 가지 방법으로 위치시킬 수 있다. 이것들은 뒤집을 수 없다; 그 방향은 그 위치에 의해 완전히 결정된다. 전체 퍼즐은 홀짝성 제약도 가지고 있다. 이 제약은 귀퉁이 조각의 위치의 홀짝성은 모서리 조각의 뒤집기의 홀짝성과 같다는 것이다. 이것은 전체 숫자를 2로 나눈다.
따라서 플로피 큐브의 가능한 조합의 전체 숫자는 다음과 같다.
{\displaystyle {\frac {2^{4}\times 4!}{2}}=192}
이 수는 루빅스 큐브(4325경 이상의 조합),, 루빅스 도미노 (4.1억 이하의 조합), 또는 포켓 큐브 (367만 이상의 조합)와 비교했을 때 굉장히 낮은 조합이다 심지어는 피라밍크스 듀오(324)보다도 낮다.

### 신의 숫자
위에서 설명했듯이, 플로피 큐브에서 가능한 조합의 수는 192으로, 컴퓨터가 최적 해를 찾을 수 있을 만큼 작은 숫자이다. 아래는 회전 n번 만에 풀 수 있는 위치의 개수 p를 요약한 표이다.
| n | 0 | 1 | 2  | 3  | 4  | 5  | 6  | 7 | 8 | Total |
| p | 1 | 4 | 10 | 24 | 53 | 64 | 31 | 4 | 1 | 192   |

위의 표는 퍼즐은 기껏해야 완성된 상태에서 8 회전밖에 떨어져 있지 않다는 것을 나타낸다(즉, 플로피 큐브의 신의 숫자는 8이다). 전체 조합의 수와 비슷하게, 이 숫자는 루빅스 큐브 (20), 루빅스 도미노 (18) 그리고 어느 정도 포켓 큐브 (11)에 비해서 낮다.
이 표는 또한 완성된 상태에서 정확히 8 회전 떨어진 조합이 유일하게 하나 있다는 것을 보여준다; 이것은 모든 귀퉁이는 올바른 위치에 있지만 모든 모서리 조각은 뒤집혀서, 루빅스 큐브의 20 회전이 걸리는 '슈퍼플립'과 유사하다.

## 슈퍼 플로피 큐브
슈퍼 플로피 큐브 (슈퍼플로피라고도 부름)는 플로피 큐브의 흔한 변형이다. 이것도 오카모토 가쓰히코가 고안했지만 일부 버전은 제조사가 각각 다르다.
이 퍼즐과 플로피 큐브의 중요한 차이점은 플로피 큐브는 180° 회전 밖에 할 수 없도록 제한되어있지만(즉, 모서리 조각은 90° 회전을 할 수 없다), 슈퍼 플로피 큐브는 모서리 조각이 90° 회전을 할 수 있다. 이런 구조 때문에 귀퉁이 조각이 모서리 조각의 위나 아래에 있을 수 있는 것이며, 그에 따라 퍼즐의 모양이 바뀌는 것이다.
퍼즐의 오리지날 버전과 다른 회사의 대량 생산된 버전간에도 미묘하게 차이가 있다. 오리지날 퍼즐은 고립된 모서리 조각이 회전하는 것을 막는 내부 메커니즘이 있다. 즉, 모서리 조각은 최소 하나 이상의 귀퉁이 조각이 붙어 있어야 회전할 수 있다. 대량 생산된 버전은 이런 메커니즘을 가지고 있지 않아서 모서리 조각이 '자기 스스로' 회전하게 만들 수 있는데, 이것은 퍼즐을 상당히 쉽게 만든다.

### 조합의 수
모서리 조각 네 개는 슈퍼 플로피 큐브에서 이제 각각 4가지 방향을 가질 수 있다(플로피 큐브의 2가지 방향에 비교해서); 따라서 모서리 조각은 44가지 방법으로 돌릴 수 있다. 하지만, 모서리 조각은 여전히 위치를 바꿀 수 없다.
이제 네 귀퉁이 조각이 가질 수 있는 위치는 12가지이다(4에서 올랐다); 이것은 이제 12!/(12-4)!가지 다른 방법으로 위치시킬 수 있다는 것을 의미한다. 귀퉁이 조각은 여전히 뒤집을 수 없으며, 그 위치는 계속해서 그 위치에 의해 완전히 결정된다.
모든 위치는 가능하다: 모서리 조각이 혼자서 돌 수 있는지 없는지에 무관하게 홀짝성 제약은 없다.
따라서 전체 숫자는:
{\displaystyle {\frac {4^{4}\times 12!}{(12-4)!}}={\frac {4^{4}\times 12!}{8!}}=3} {\displaystyle 041} {\displaystyle 280}
이 수는 플로피 큐브의 조합의 수보다 대단히 더 크다. 이 퍼즐의 신의 숫자는 플로피 큐브 보다 더 크다: 13 (모서리 조각이 혼자서 돌 수 있다면) 또는 15 (그럴 수 없다면).

## 같이 보기
- 루빅스 큐브
- 루빅스 도미노
- 피라밍크스 듀오
- 스퀘어-1
- 루빅스 시계